# Anonima stregoni
Anonima stregoni (Magic, Inc.) è un romanzo breve di genere fantastico dello scrittore statunitense Robert A. Heinlein del 1940.
È la storia di un piccolo imprenditore che respinge un tentativo di sopraffazione da parte di un'associazione corrotta chiamata "Anonima stregoni" (Magic, Inc.).
L'ambientazione è simile agli Stati Uniti contemporanei dell'autore, ma in un mondo dove la magia è una normale professione utilizzata dagli uomini d'affari in vari campi.

## Storia editoriale
È stato scritto nell'aprile 1940 e pubblicato per la prima volta, con il titolo The Devil Makes the Law, nel numero di settembre 1940 della rivista Unknown.
La prima traduzione italiana, di Ludovica Fratus De Balestrini, è stata pubblicata nel 1965 nel volume n. 49 della collana Galassia.
Frattanto il racconto era stato inserito nella raccolta di opere di Heinlein Waldo - Anonima stregoni (Waldo and Magic, Inc. del 1950), pubblicata in Italia nel 1979 dalla Fanucci nella traduzione di Roberta Rambelli, a sua volta inclusa nell'antologia The Fantasies of Robert A. Heinlein del 1999, quest'ultima è stata tradotta in italiano da Vittorio Curtoni e pubblicata dalla Mondadori nel 2003, in parte nel volume n. 1456 della collana Urania, pure intitolato Anonima Stregoni.
Nel 2013 Waldo and Magic Inc. è stata nuovamente pubblicata in italiano, nella traduzione di Curtoni, in un unico volume, il n. 1596 della collana I capolavori di Urania, intitolato Waldo.

## Trama
Archie Fraser è un prospero imprenditore edile. Nonostante la magia sia di uso comune in altre professioni, per Archie non è molto utile poiché gran parte del suo lavoro comporta l'uso di ferro, che non è soggetto a magia. Una parte secondaria della sua attività riguarda strutture temporanee istantanee, come gradinate e tende, fatte in legno senza ferro, che possono essere ricostituite da un frammento di una struttura originale. Il lavoro è fatto da maghi che operano come appaltatori. Occasionalmente si commettono errori: a un certo punto viene usato per errore un frammento di una casa. Su questa struttura fuori posto Archie ha l'idea di mettere un cartello che dice "Casa modello! Aperta!"
Un giorno Archie è oggetto di un tentativo di estorsione da parte di un personaggio squallido; costui sembra gestire un racket che offre protezione, basato sulla magia. Dopo aver spaventato il criminale sfruttando le sue ovvie superstizioni (aiutato dall'esibizione di una pistola opportunamente nascosta), Archie va a trovare il suo amico Jedson, che usa la magia per gestire una ditta che produce abbigliamento. La specialità di Jedson sono abiti da una sola stagione, non durevoli. Mentre Archie arriva, sta facendo un provino a un medium adolescente che crea vestiti a partire da ectoplasmi. Jedson è deluso nello scoprire che il risultato è semplicemente una copia di un modello di proprietà altrui, quindi non utilizzabile.
Jedson e Archie riescono ad afferrare l'aspirante gangster che si è appostato vicino alla vetrina di Archie e lo trascinano dentro. Lì Jedson disegna un "cerchio magico" intorno al furfante, imprigionandolo. Poi confezione una bambola vudù e la usa per incutere paura al criminale. Il criminale farfuglia alcune informazioni, per lo più inutili per scoprire chi gestisce il racket; lo cacciano dal negozio, credendolo solo un piccolo teppista. Archie protesta contro le tattiche di Jedson, ma Jedson risponde che in realtà non ha fatto nulla: il cerchio e la bambola erano solo simbolici. Sono state le convinzioni sbagliate di quell'individuo a farlo reagire come se fosse stato davvero imprigionato e torturato. A quel punto all'esterno si sente un urlo. I due scoprono il corpo dell'uomo, squarciato dalla spalla all'inguine come potrebbero fare gli artigli di un enorme uccello, con i solchi pieni di un icore puzzolente.
Lentamente l'attività di Archie comincia a incontrare difficoltà. Ci sono misteriosi incidenti e problemi con i suoi operai che sono spaventati da simboli di maledizioni che compaiono nei luoghi di lavoro. Una mattina l'intera azienda viene distrutta, apparentemente da spiriti elementali di fuoco, terra e acqua.
Jedson aiuta Archie a consultare un prestigioso mago, Biddle, che monta una tenda in loco, e dopo aver armeggiato all'interno annuncia che non può fare nulla e che gli devono 500 dollari come "tariffa di ispezione". Jedson gli dice educatamente di scordarselo, poiché non si era parlato di costi, e i maghi, come gli avvocati, sono pagati solo in caso di successo. Biddle scompare con aria offesa. A questo punto un giovane mago di nome Bodie, che aveva osservato la performance, dice che avrebbero dovuto servirsi di una vecchia strega che conosce, una certa signora Jennings.
La consultano nella sua piccola casa ben ordinata. Dopo aver letto delle foglie di tè, la signora Jennings annuncia che sa di cosa hanno bisogno. Al cantiere di Archie, disegna un pentacolo e chiama a sé gli spiriti elementali. Questi sono uno gnomo, un'ondina e una salamandra di fuoco. L'ondina è una repellente creatura dall'aspetto di lumaca, mentre la salamandra è una creatura di fiamma ingenua e benigna che non vede nulla di sbagliato nel bruciare, anche se si rammarica di causare danni. Con la forza e la persuasione, le istruisce a invertire ciò che hanno fatto. C'è un enorme rumore impetuoso e l'impresa di Archie viene ricreata.
Ma gli eventi strani eventi continuano, questa volta diretti allo stesso Archie. Alcune volte viene salvato, apparentemente dall'intervento a distanza della signora Jennings. Jedson consulta un antropologo, che è anche un "annusa-streghe". Un grosso africano di bell'aspetto vestito in modo impeccabile con un costoso completo da ufficio, che ha una serie di lauree da prestigiose università, il dott. Royce Worthington è in grado di individuare e neutralizzare la magia nera. Alla fine annuncia di aver trovato una grande quantità di magia insolita, ma lascerà lì suo nonno (una "tsantsa") per tenere d'occhio la situazione.
Nel frattempo, l'organizzazione di Biddle, un corpo di "maghi professionisti", nominalmente inteso a garantire standard elevati, continua a pressare Archie perché paghi Biddle. C'è anche una nuova azienda a servizio completo che si fa chiamare "Magic, Inc.", che assume maghi e trova loro lavoro. È un segreto risaputo che le due organizzazioni sono la stessa. Il capo nominale della Magic Inc. è un uomo chiamato Ditworth. Jedson scopre che una proposta di legge presentata al parlamento statale, destinata a regolamentare i maghi, darebbe a Ditworth il monopolio. Vanno al Campidoglio dello Stato per cercare di bloccare la legge, ma sono battuti in astuzia da Ditworth, che riesce a collegare la proposta a un importante progetto di lavori pubblici, rendendo la sua approvazione inevitabile. Tuttavia Ditworth commette l'errore di passare accanto a un grande specchio nel palazzo del Campidoglio. Lo si vede che non getta alcun riflesso, mostrando così di essere un demone.
Quando la legge inizia ad avere effetto, solo i maghi che lavorano per la Magic Inc. trovano lavoro, mentre coloro che si rifiutano di lavorare per essa si vedono revocare la licenza. Nel frattempo, a clienti come Archie vengono addebitate tariffe sempre più elevate per i servizi magici. Jedson scopre che Ditworth si è dato da fare in tutti gli altri stati, e non è rimasto nessun luogo in cui si possa sfuggire ai suoi intrighi.
Royce, Jedson, Bodie e Archie si incontrano di tanto in tanto alla casa della signora Jennings. Escogitano un piano per entrare nel Mondo di Mezzo, il regno dei demoni e dello stesso Vecchio Nick, per sfidare Ditworth. Bodie resta indietro a fare la guardia al portale nel caminetto della signora Jennings, mentre Jedson (trasformato in una orrenda forma semi-bestiale), Royce (nel suo costume da lavoro) e Archie (nella sua forma normale) viaggiano con la signora Jennings, che con sorpresa e gioia di Archie si è trasformata in Amanda Jennings, la giovane e bella rossa che era una volta.
Nel Mondo di Mezzo, il costume regna supremo e le leggi naturali sono trattabili. Si presentano al Vecchio Nick e chiedono di ispezionare i suoi demoni, come il costume consente. Di fronte a legioni apparentemente infinite di orribili creature, Royce e Archie, aiutati dal gatto della signora Jennings, vanno su e giù per le file. Jedson e Amanda devono restare indietro come ostaggi. Dopo quelli che sembrano anni identificano e affrontano Ditworth. Essendo un demone, Ditworth può ucciderli, ma un altro demone rompe i ranghi e sottomette il nemico. A questo punto il loro aiutante si rivela essere un agente dell'FBI. Archie sviene.
Citando di nuovo il costume, chiedono che Ditworth affronti il loro campione, che è ovviamente la strega bianca Amanda. Ditworth teme di farlo e deve subire la condanna del Vecchio Nick per essere stato sconfitto dalla magia bianca. È imprigionato per "millemila anni", una pena abbastanza leggera, che è sufficiente per metter fine ai suoi complotti sulla Terra.
Il Vecchio Nick comunica che l'uomo dell'FBI deve rimanere indietro perché merita la sua particolare attenzione, ma dopo essere stato sfidato da Amanda, che sembra in grado di affrontare lui e tutte le sue legioni, decide che è meglio rinunciare. Tornano tutti alla casa. L'agente dell'FBI dice loro che si stava occupando delle truffe di Ditworth da un altro punto di vista ed era rimasto intrappolato nel Mondo di Mezzo. Mentre emergono dal camino, Bodie lo riconosce come un vecchio amico. L'uomo dell'FBI, ora in forma umana in completo alla moda e cappello fedora, gli dà un rapido addio mentre se ne va per riferire al Bureau.
Archie, sopraffatto dalla bellezza di Amanda, le ronza attorno come un cucciolo malato d'amore, ma lei è fermamente indisponibile. Lo mette a dormire per farlo riprendere dall'ardua prova, e quando si sveglia lei è di nuovo la signora Jennings. L'attività di Archie si riprende, mentre tutti gli intrighi di Ditworth vanno in frantumi.

## Temi
Anche se Heinlein è ancora a un punto iniziale della sua carriera, la storia presenta alcuni motivi classici della sua produzione, come il libero pensatore Archie, il "cittadino armato" che non si fa intimidire, oppure la signora Jennings, donna forte, dal grande potere e mozzafiato nella versione giovane.

## Influenze
L'esperienza personale dell'autore con la politica potrebbe aver influenzato quest'opera.
Heinlein aveva una visione cinica della politica, derivata dalle sue negative esperienze nella campagna elettorale del 1934 per Governatore della California di Upton Sinclair e con gli sporchi trucchi che avevano fatto fallire la sua campagna del 1938 per l'Assemblea dello Stato della California.
Alcune di queste esperienze emergono nel quasi-autobiografico A Bathroom of Her Own, del 1941, un racconto ancora più palesemente politico.

### Edizioni
- Robert A. Heinlein, Anonima Stregoni, in Anonima Stregoni (antologia), collana Urania, traduzione di Vittorio Curtoni, n. 1456, Mondadori, gennaio 2003,  pp. 9-116, ISSN 1120-5288 (WC · ACNP).

### Fonti critiche
- (EN) James Daniel Gifford, The New Heinlein Opus List, in Robert A. Heinlein: A Reader's Companion (PDF), Nitrosyncretic Press, 2000, ISBN 978-0-9679874-1-5. URL consultato il 12 ottobre 2015.